# サルヴァトーレ・エスポジト (俳優)
サルヴァトーレ・エスポジト（Salvatore Esposito イタリア語発音: [salvaˈtoːre eˈspɔːzito]、1986年2月2日 - ）はイタリアの俳優、作家。サルヴォ・エスポジトとクレジットされることもある。

## 略歴
1986年、イタリア・ナポリ生まれ。
子どもの頃から俳優になることを夢見ており、6歳の時にミュージカルの舞台に立つが、その後、夢を諦めてファストフードレストランで働く。
しかし、夢を諦めきれず、まず故郷のナポリ映画学校で演技を学んだ後、演技トレーナーのベアトリーチェ・ブラッコに師事し、2013年に『Il clan dei camorristi』でテレビドラマデビューする。
2014年から放送されているイタリアの犯罪ドラマテレビシリーズ『Gomorra - La serie』の主演で名を知られるようになる。
2020年にはアメリカ合衆国のテレビシリーズ『FARGO/ファーゴ』のシーズン4にメインキャストで出演している。
2021年にはスリラー小説『Lo sciamano（シャーマン）』で作家デビューする。同作はテレビシリーズとして映像化されることが発表されている。

## 主な出演作品
- 皆はこう呼んだ、鋼鉄ジーグ Lo chiamavano Jeeg Robot (2015) - ヴィンチェンツォ
- 天空の結婚式 Puoi baciare lo sposo (2018) - パオロ
- TAXi ダイヤモンド・ミッション Taxi 5 (2018) - トニードッグ
- FARGO/ファーゴ:カンザスシティ Fargo (2020) - ガエタノ・ファッダ ※シーズン4の8エピソードに出演